# Abensberg
Abensberg est une ville de Bavière à 22 kilomètres au sud-ouest de Ratisbonne, arrosée par l'Abens, petit affluent droit du Danube. Ancienne résidence des comtes d'Abensberg, on peut encore y trouver des restes de l'Abusina ou Arusena des Romains. Napoléon y battit les Autrichiens le 20 avril 1809 à la bataille du même nom.